# Real Jaén
Real Jaén Club de Fútbol är en spansk fotbollsklubb från Jaén. Klubben grundades 1929 och spelar för närvarande i Segunda División. Hemmamatcherna spelas på Nuevo Estadio de la Victoria.